# Adolphe de Limburg Stirum

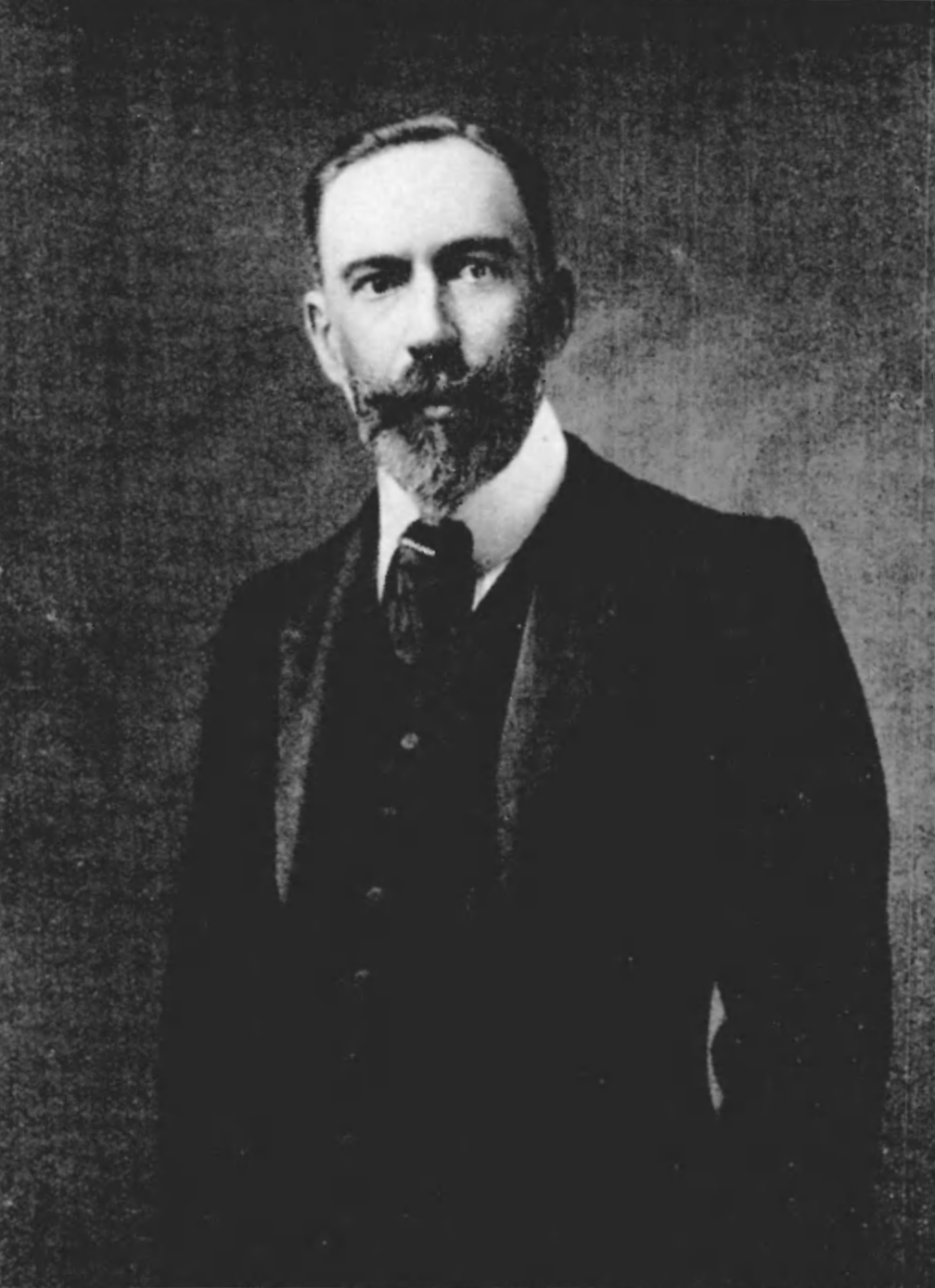
Adolphe de Limburg Stirum

Adolphe Louis Thierry Marie Joseph de Limburg Stirum, ook van Limburg Stirum, (Zittert-Lummen, 16 maart 1865 - Elsene, 26 februari 1926) was een Belgisch volksvertegenwoordiger en senator.

## Levensloop
De overgrootvader van Adolphe, Samuel John van Limburg Stirum (1754-1824) was degene die al in 1814 de adelserkenning verkreeg voor het Huis Limburg Stirum, met de grafelijke titel voor alle nakomelingen en de opname in de ridderschap van Gelderland. Zijn kinderen bleven de Nederlandse nationaliteit behouden, behalve graaf Willem-Bernard van Limburg Stirum (1795-1889) die vanwege zijn huwelijk met Albertine de Pret de Calesberg (1800-1856) in 1841 voor de Belgische nationaliteit koos. Uit dit huwelijk sproten elf kinderen (vijf dochters werden kloosterzuster), onder wie senator Thierry de Limburg Stirum (1827-1911), die de stamvader is van de verschillende Belgische familietakken.
De oudste zoon was Samuel de Limburg Stirum (1824-1899), burgemeester van Zittert-Lummen, die trouwde met barones Clémence de Legillon (1821-1889). Zij hadden twee zoons: Albert de Limburg Stirum (1859-1931), die zijn vader opvolgde als burgemeester van Zittert-Lummen en Adolphe de Limburg Stirum.
Adolphe trouwde met zijn nicht, gravin Marie-Caroline de Limburg Stirum (1866-1940), dochter van senator Philippe de Limburg Stirum. Het echtpaar bleef kinderloos.
Gepromoveerd tot doctor in de rechten (1888) aan de Katholieke Universiteit Leuven, werd hij provincieraadslid voor de provincie Luxemburg (1892-1896). Tegelijk begon hij aan een carrière als diplomaat, die hij afsloot als gevolmachtigd minister. In juli 1896 werd hij verkozen tot katholiek volksvertegenwoordiger voor het arrondissement Aarlen, ter vervanging van liberaal Camille Ozeray, en vervulde dit mandaat tot in 1921.
In 1922 werd hij provinciaal senator voor Luxemburg, een mandaat dat hij uitoefende tot aan zijn overlijden.